# NGC 6492
NGC 6492 é uma galáxia espiral (Sbc) localizada na direcção da constelação de Pavo. Possui uma declinação de -66° 25' 50" e uma ascensão recta de 18 horas, 02 minutos e 48,3 segundos.
A galáxia NGC 6492 foi descoberta em 22 de Julho de 1835 por John Herschel.